# Stelzenhaus

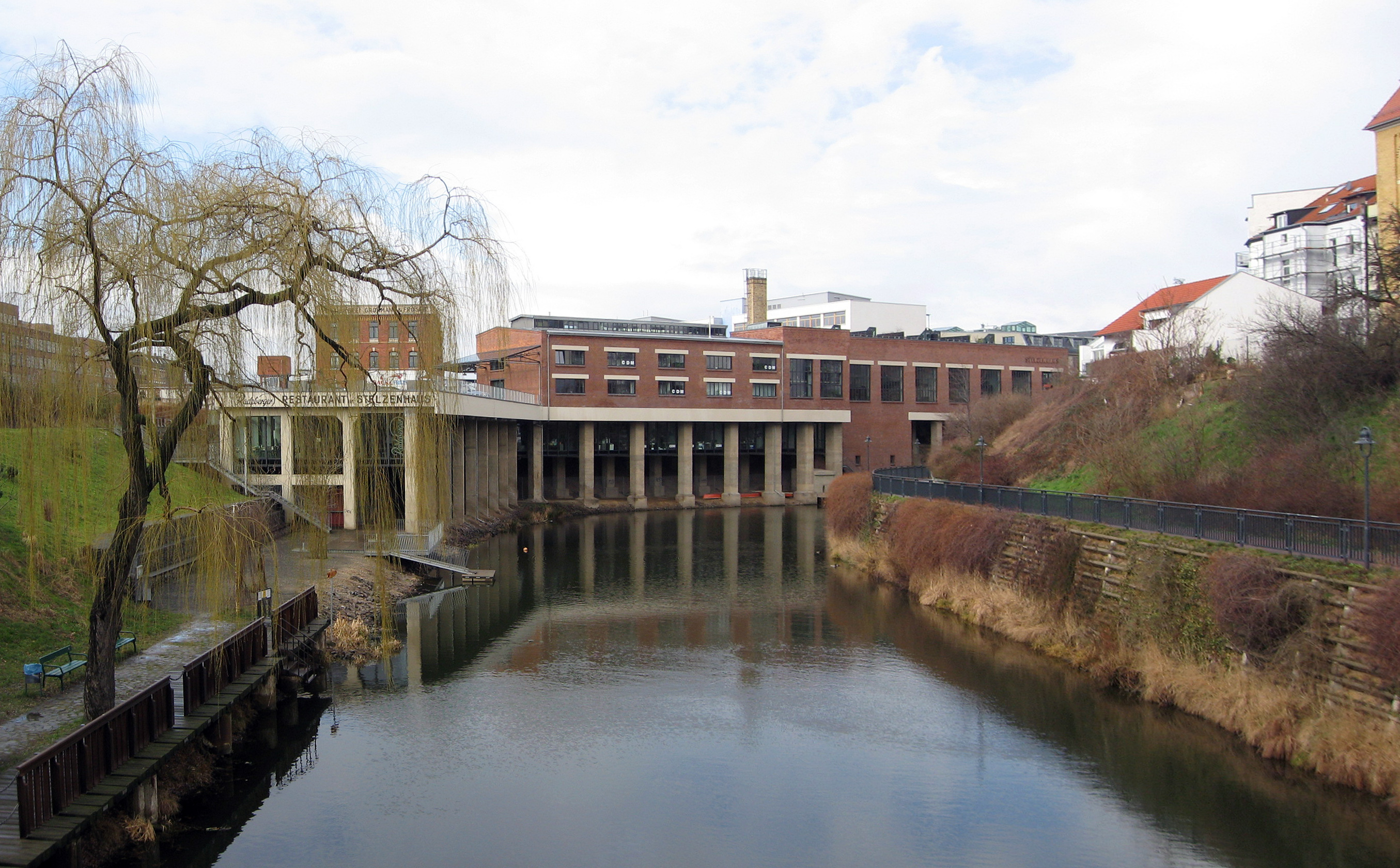
Stelzenhaus am Karl-Heine-Kanal, 2007

Das Stelzenhaus ist ein Industriedenkmal in Leipzig an einer Biegung des Karl-Heine-Kanals. Das 1937 bis 1939 vom Architekten Hermann Böttcher für die Wellblechfabrik Grohmann & Frosch in der Weißenfelser Straße 65 (heute Hausnummern 65a–h) im Stadtteil Plagwitz erbaute Gebäude zählt zu den bekanntesten Leipziger Industriebauten der 1930er Jahre.

## Geschichte

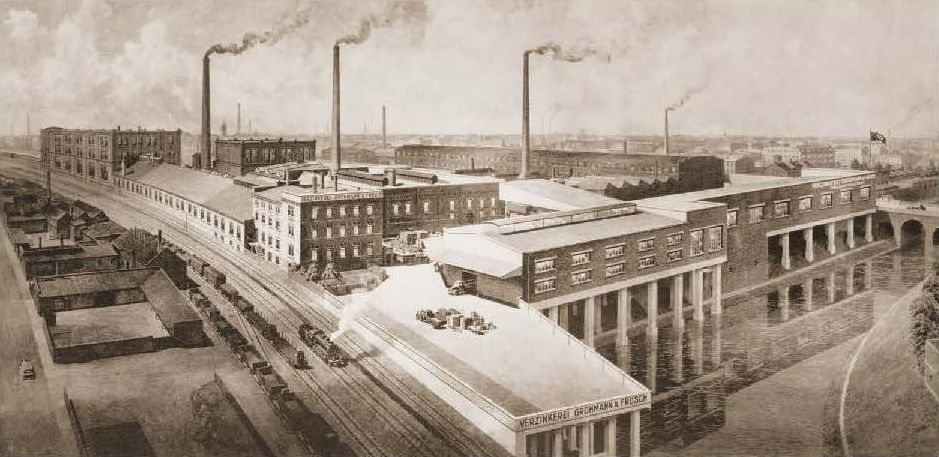
Grohmann & Frosch 1939

Die am 18. Dezember 1888 von Wilhelm Frosch und Rudolph Grohmann gegründete Firma Grohmann & Frosch erbaute 1889 auf einem kleinen trichterförmigen Grundstück direkt am Karl-Heine-Kanal die ersten kleineren Produktionshallen für ein Wellblechwalzwerk und eine Verzinkerei. Das Grundstück zwischen dem Karl-Heine-Kanal, der Ladestelle I und dem Fabrikgelände der Landmaschinenfabrik Rudolph Sack hatte zwar einen privaten Gleisanschluss, jedoch keine Anbindung an die Straße. Um eine Zufahrt von der Weißenfelser Straße aus zu ermöglichen, erwarben Grohmann & Frosch zusätzlich noch das Restgrundstück an der Uferböschung des Kanals.
Etwa 1914 war das Betriebsgelände zu fast zwei Dritteln bebaut. Zur Gewinnung weiteren Baulands entschloss man sich zum Zukauf der Uferböschung. Um den Raum optimal auszunutzen, wurde vor dem Zweiten Weltkrieg ein Baukörper auf Stützen („Stelzen“) errichtet; nach ihnen erhielt das Gebäude später seinen Namen.
Nach 1945 wurde das Stelzenhaus vom Nachfolger der Firma Rudolph Sack, dem VEB Bodenbearbeitungsgerätewerk, genutzt. Nach 1990 stand es leer. Nach umfassender Restaurierung konnte es am 15. Mai 2003 mit Ateliers, Wohnungen und Büroräumen wieder eröffnet werden.

## Architektur

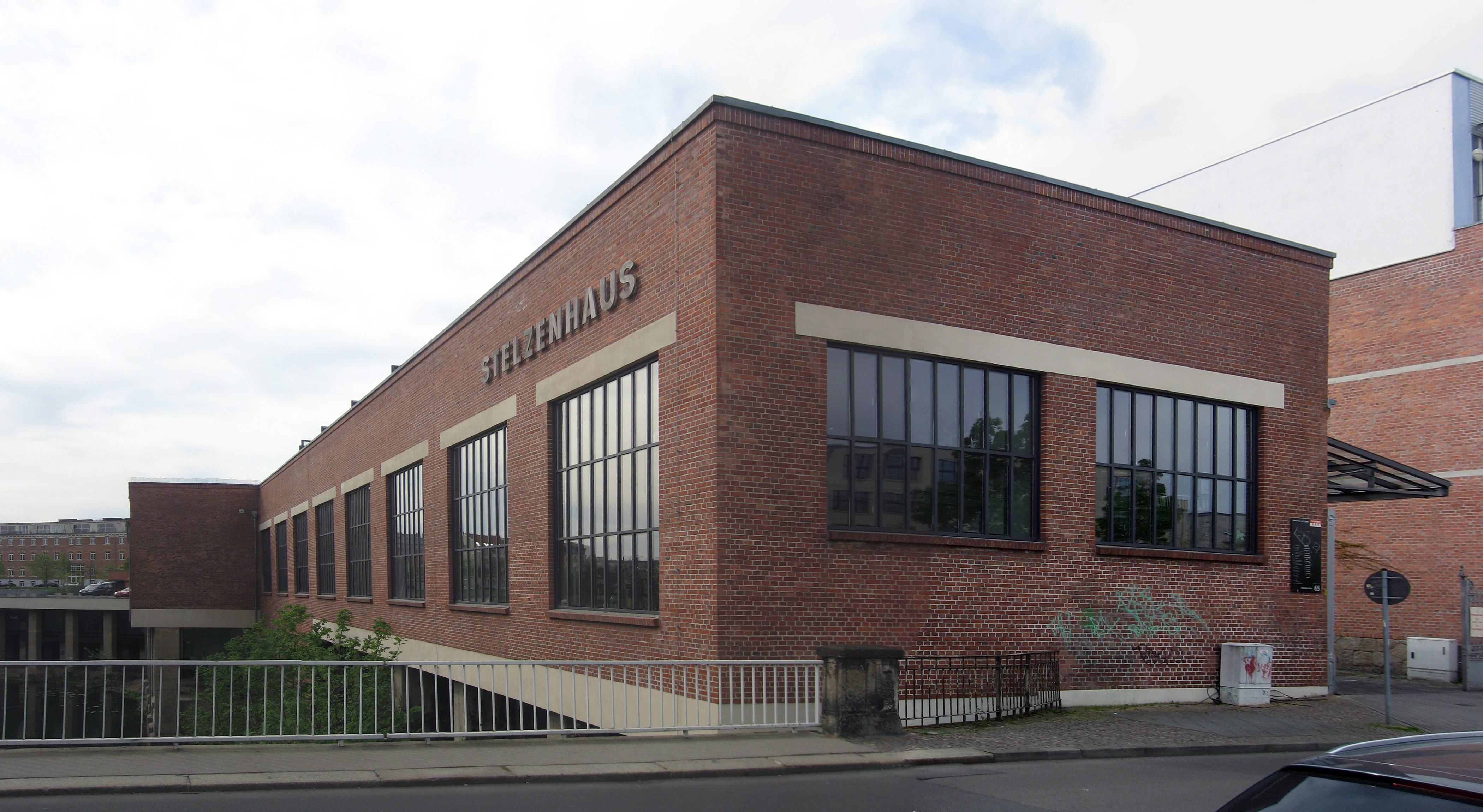
Stelzenhaus, gesehen von der Weißenfelser Brücke aus

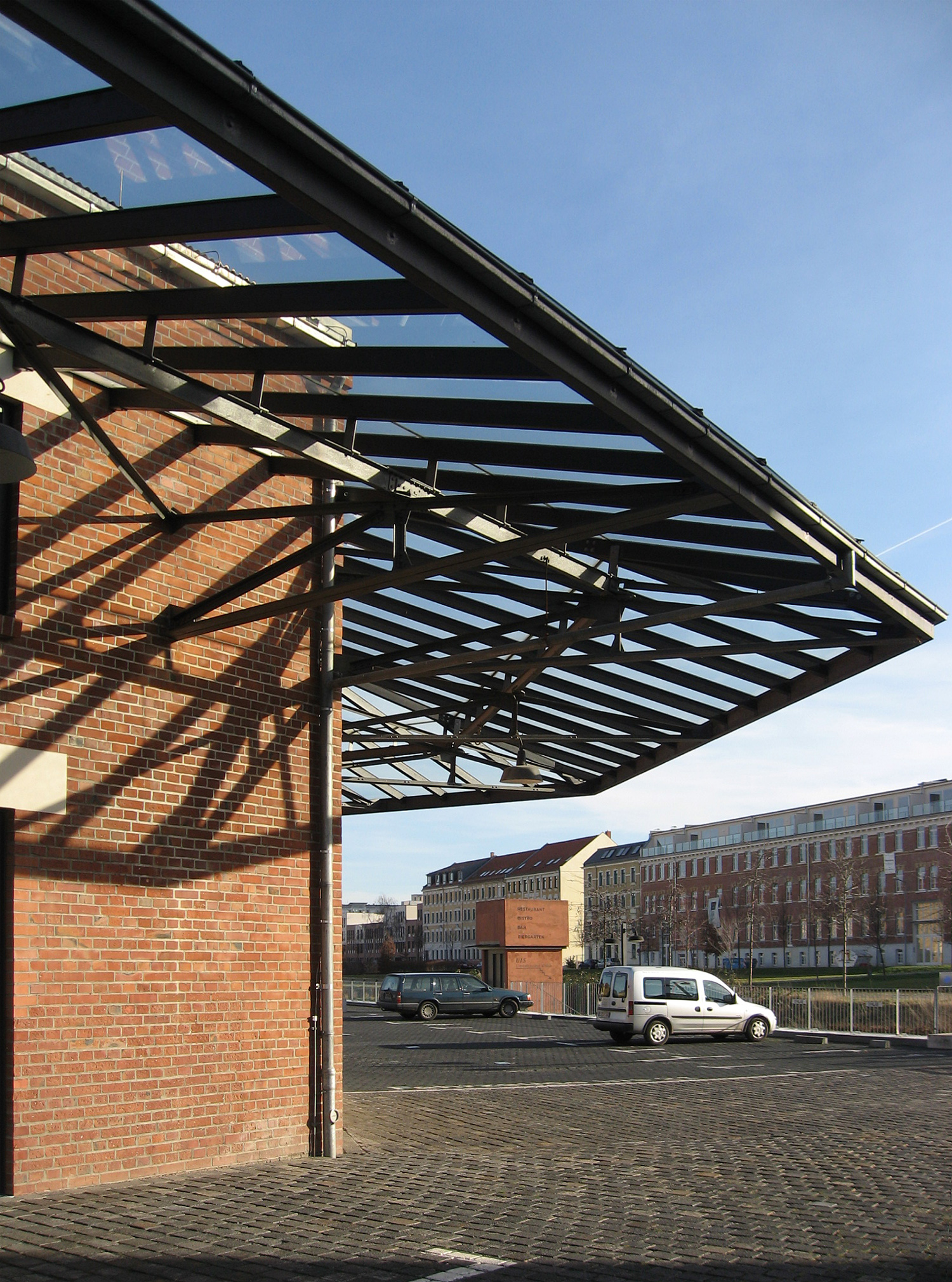
Im Hof des Stelzenhauses

Da die Baugenehmigung nur unter Verzicht auf eine Böschungsmauer am Kanal und nur auf Widerruf erteilt wurde, musste der ursprüngliche Entwurf von Hermann Böttcher überarbeitet werden. Als wesentlichste Veränderung stellte er eine Plattform samt Baukörper in der Art eines Pfahlbaus auf über 100 massive im Raster angeordnete Betonstützen, die hoch über die ansteigende Böschung und zum Teil ins Wasser hinein ragen. Böttcher entwarf je eine ein- und eine zweigeschossige Lagerhalle. Zwischen beiden lag ein überdachter Gleiskopf. Außerdem sollte eine offene Plattform als Lagerfläche dienen.
Weil das Reichsverkehrsministerium Ausbaupläne für den Karl-Heine-Kanal zugunsten einer Fahrwasserverbreiterung für die Schifffahrt offenhalten wollte, hatten Hafenamt, Stadtplanung und Baupolizei Bedenken gegen den Bau. Trotz der Einwände genehmigte der damalige Oberbürgermeister Rudolf Haake im September 1937 den Bau, da die Fabrik für die Rüstung produzierte. Grohmann & Frosch und deren nach 1920 entstandenes Tochterunternehmen Eisenhochbau Grohmann & Frosch in Lindenau stellten Rumpfbleche für den U-Boot- und Flugzeugbau sowie Hindernispfähle und Wellbleche für Unterstände und Baracken sowie Munitionskästen und Ähnliches her. Die Geschäftsführung begründete den Bau in einem Schreiben vom 22. April 1938 wie folgt: „Die […] Neubauten dienen dazu, die bereits vorliegenden Aufträge der Wehrmacht, bezw. die zu erwartenden Mob-Aufträge auszuführen.“
Die markante Erscheinung des Stelzenhauses, die es heute so sehenswert macht, resultiert u. a. aus den Forderungen des Luftschutzes zur Erbauungszeit. Die enormen Querschnitte der Betonpfeiler von 1 × 1 Meter rühren aus statischen Berechnungen, in die jeweils 1000 Kilogramm „für evtl. Trümmerlasten“ eingingen. Außerdem wurden unter der Fußbodensohle fensterlose Luftschutzräume für 90 Personen eingerichtet; sie sind bis heute gut zu erkennen. Der Raum zwischen den Betonpfeilern diente ebenfalls Luftschutzzwecken: „Durch die Ausführung des Plateau’s über der Kanalböschung wird auch eine Zufluchtsmöglichkeit für solche Volksgenossen, welche nicht zu den Gefolgschaftsmitgliedern gehören, geschaffen.“
Beim Bau wurden Backstein und Beton in der Nachfolge der Klassischen Moderne auf eine rein funktionale Weise eingesetzt. Die Kanalfassade wurde als Schauseite gestaltet, an ihr lassen sich die Funktionen der Gebäudeteile gut ablesen. Die Betonstürze über den Fenstern sind in eisensparender Bauweise ausgeführt, so wie es die Durchführungsbestimmungen zum Vierjahresplan forderten. Die großen Fenster der Halle 1 sowie des Gleiskopfes ersetzten das fehlende Oberlicht.

## Restaurierung

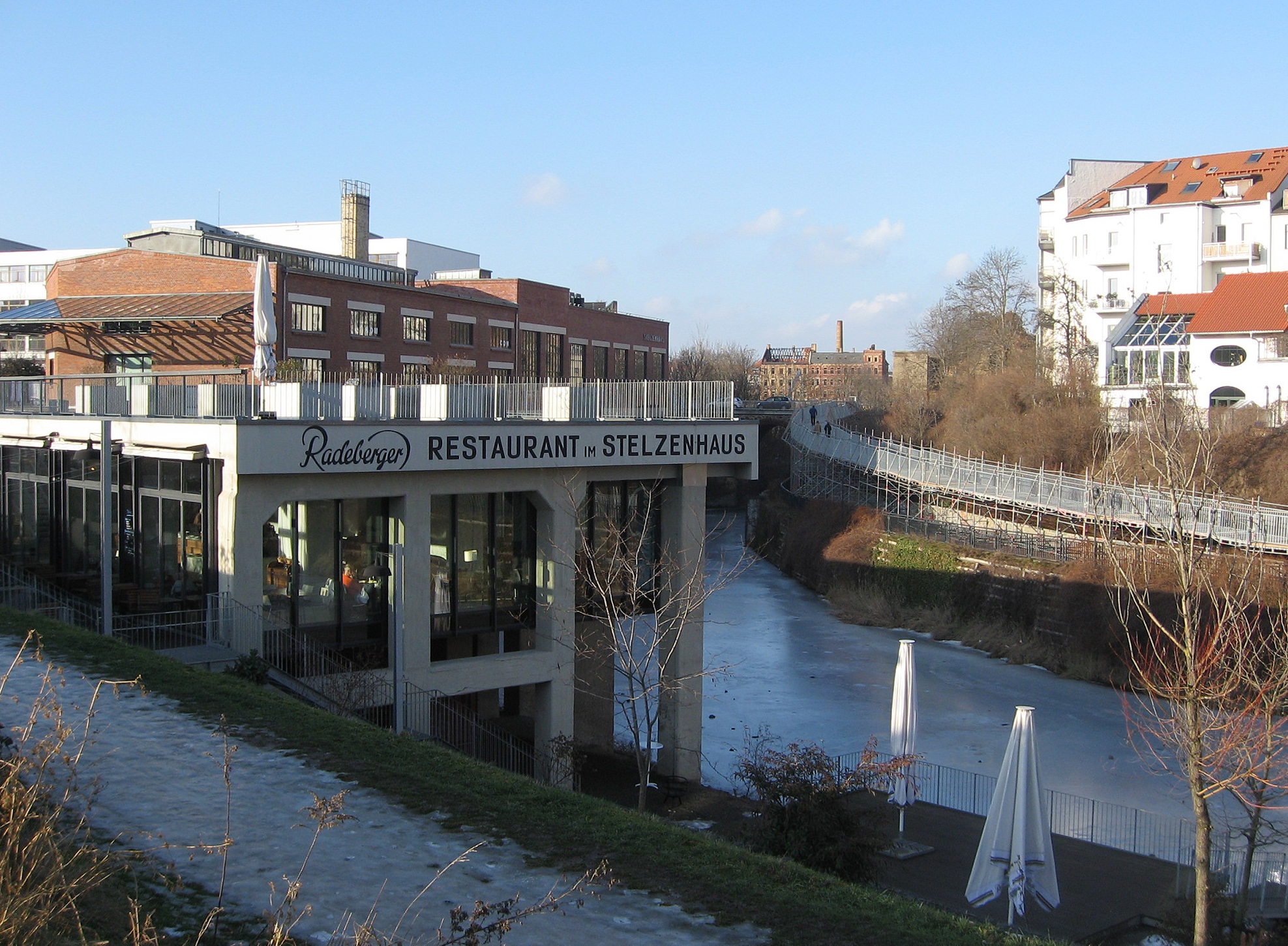
Das Stelzenhaus-Restaurant im Winter

Die mit einem Aus- und Umbau des Stelzenhauses verbundene Restaurierung plante das Leipziger Architekturbüro Weis & Volkmann. Sie wurde von 2001 bis 2003 realisiert. Bei der behutsamen und denkmalgerechten Instandsetzung wurde der originale Eindruck des Bauwerks gewahrt. Äußerlich blieb der bauliche Bestand erhalten, die Klinkerfassaden und alle Betonteile wurden gereinigt und ausgebessert, und die historische Dachkonstruktion wurde saniert. Die originale Fensteraufteilung wurde nach dem Einbau neuer Fenster beibehalten, nur die großen Fensterflächen zur Wasserseite hin wurden für mehr Lichteinfall um ein Drittel tiefer herabgezogen. Die ehemals offene Gleishalle wurde geschlossen. Bei der Innenraumgestaltung bezog man die alte Stahlkonstruktion sichtbar ein.
Die Architekten Weis & Volkmann haben im Gebäude ihr Büro eingerichtet. Daneben gibt es weitere Ateliers, in der ehemaligen Halle 1 entstanden vier Wohneinheiten. Unterhalb der Erdgeschosszone des Baukörpers wurde zwischen die Stelzen ein durchlaufender „gläserner Kasten“ gehängt, der Büroräume beherbergt. Er hebt den Eindruck eines schwebenden Gebäudes hervor. Ein ebensolcher „gläserner Kasten“ befindet sich unterhalb der nicht bebauten ehemaligen Lagerplattform. In seinem Inneren befinden sich ebenso Büroräume, aktuell genutzt durch die Firmen fairforce.one und CDM Smith.

### Auszeichnungen
- 2003: Architekturpreis der Stadt Leipzig (Lobende Erwähnung)
- 2004: Sächsischer Staatspreis für Baukunst
- 2004: Hieronymus-Lotter-Preis der Kulturstiftung Leipzig
- 2004: Deutscher Umbaupreis (Lobende Anerkennung)